# St. Leonhard (Untermichelbach)

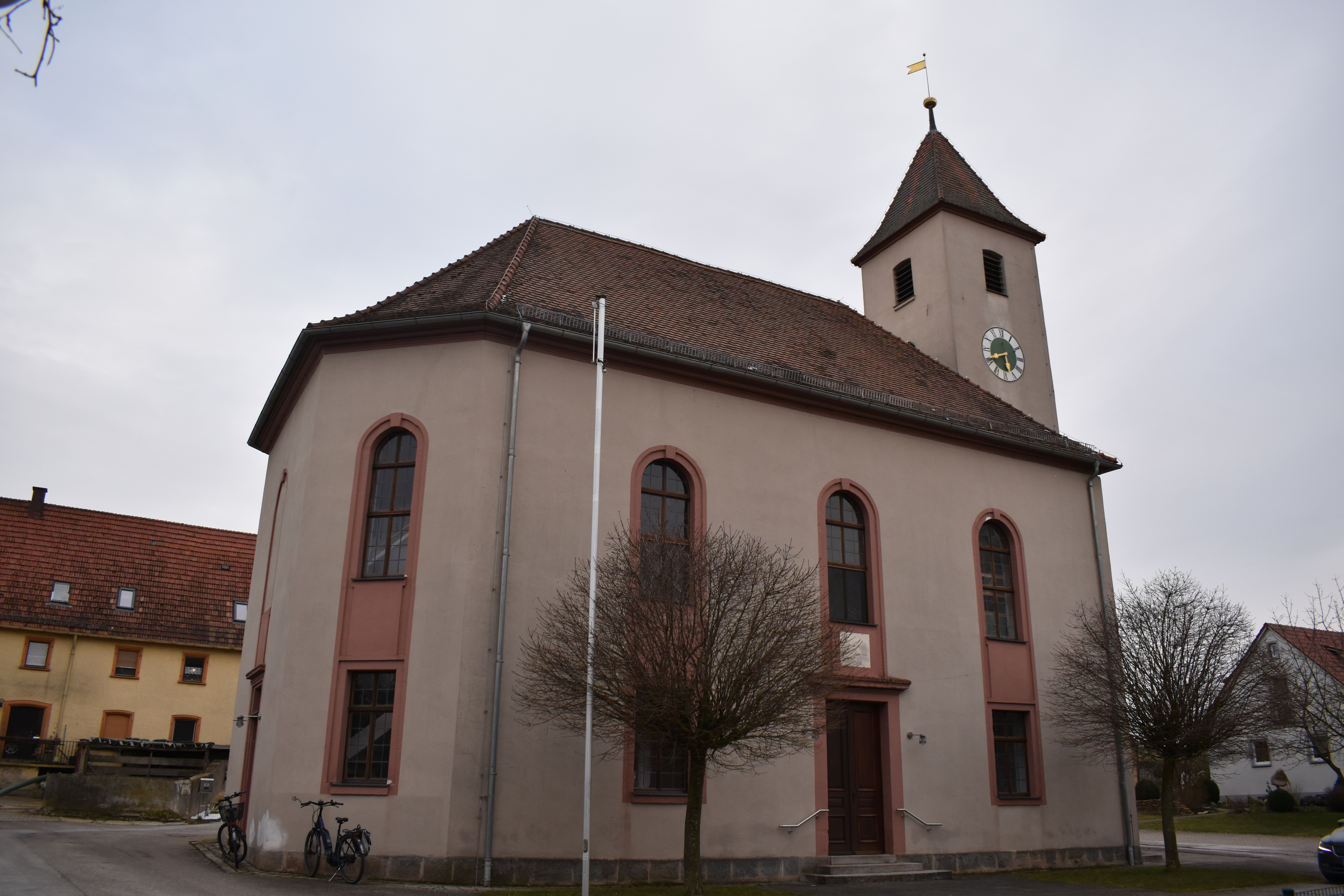
St. Leonhard (Untermichelbach)

Die denkmalgeschützte, evangelisch-lutherische Pfarrkirche St. Leonhard steht in Untermichelbach, einem Gemeindeteil der Gemeinde Wittelshofen im Landkreis Ansbach (Mittelfranken, Bayern). Die Pfarrkirche ist unter der Denkmalnummer D-5-71-227-15 als Baudenkmal in der Bayerischen Denkmalliste eingetragen. Die Kirchengemeinde gehört zum Dekanat Dinkelsbühl im Kirchenkreis Ansbach-Würzburg der Evangelisch-Lutherischen Kirche in Bayern.

## Geschichte
Die Geschichte der heutigen Kirche geht auf eine kleine Kapelle, die bereits 1389 belegt ist. Diese stellte man unter den Schutz des Hl. Leonhard, der als Patron der Bauern und des Viehs verehrt. Die Turmuntergeschosse wurden ebenfalls in diese Zeit (14./15. Jahrhundert) datiert. Das heutige Gotteshaus wurde 1796 als Saalkirche mit dreiseitigem Chorschluss im Markgrafenstil errichtet. Dabei wurde auch der Turm aufgestockt und mit der heutigen Spitzhaube bekrönt. Die feierliche Kirchweihe fand am 14. September 1797 statt.

## Ausstattung
St. Leonhard wurde beim Neubau 1769–97 im Markgrafenstil  neu gestaltet. Nur ein Kruzifix aus der Zeit der Reformation wurde aus der alten Kirche übernommen.
Der Altar war in Form eines Flügelaltares gestaltet und zeigte Zentral den Auferstandenen, flankiert von Petrus und Paulus. Dieser Altar wurde bei der Renovierung 1963 entfernt. Die Bildtafeln befinden sich heute an der Wand über dem Westempore. Das heutige Altarretabel wurde von Heinz Heiber geschaffen. Das Taufbecken stammt aus dem Jahr 1833.

Der Orgelprospekt ist noch original und stammt aus dem Barock.

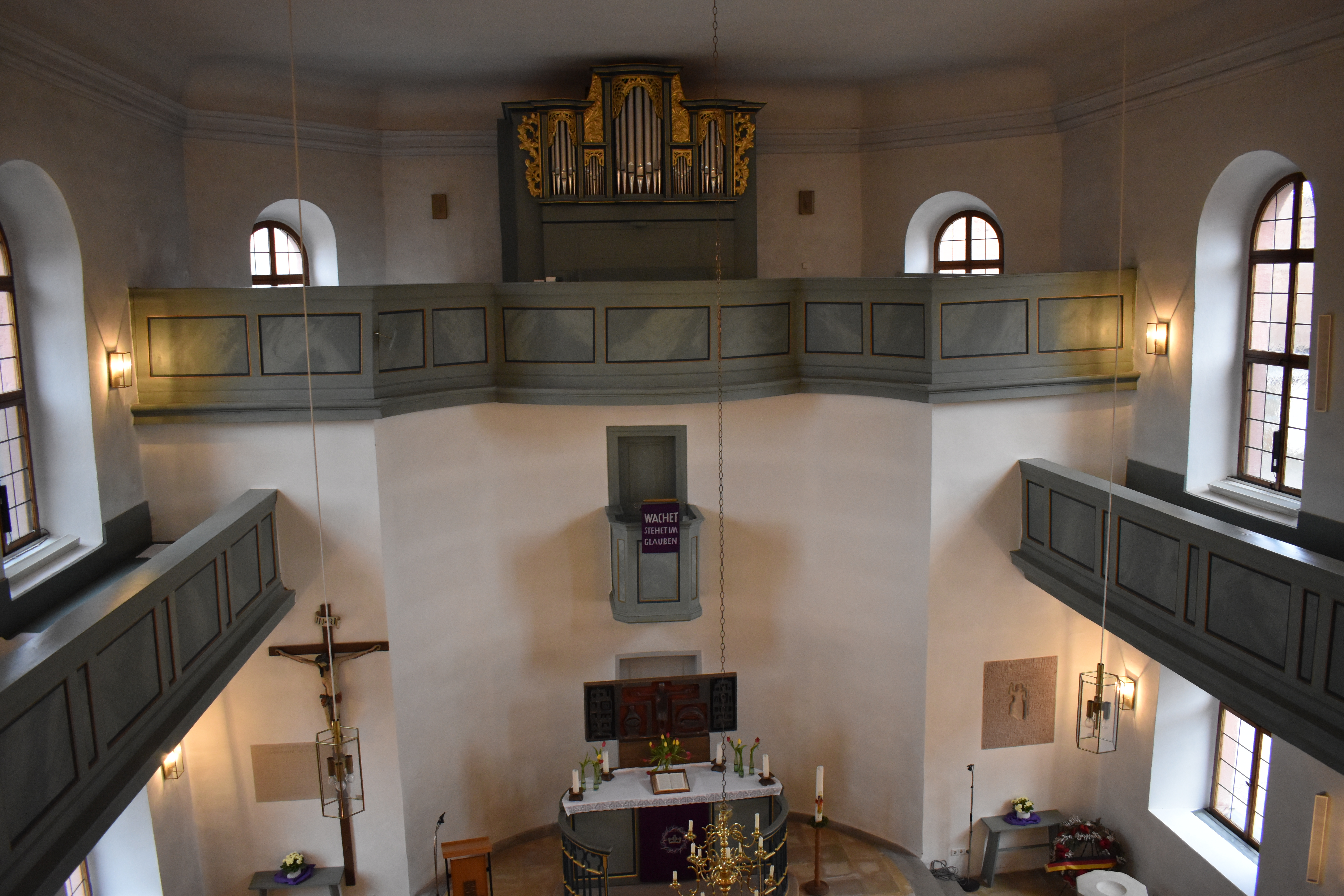
Blick ins Kircheninnere
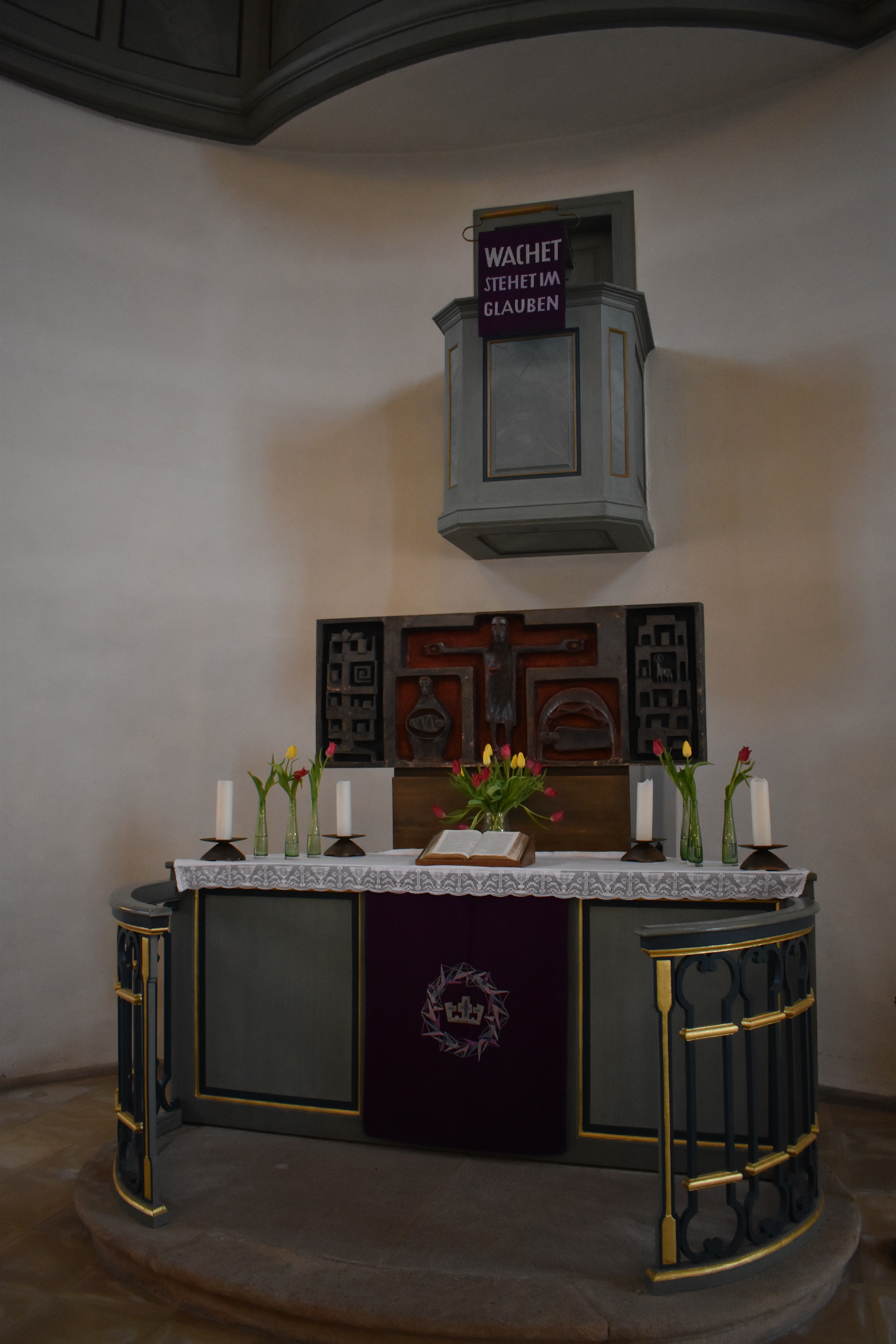
Kanzelaltar
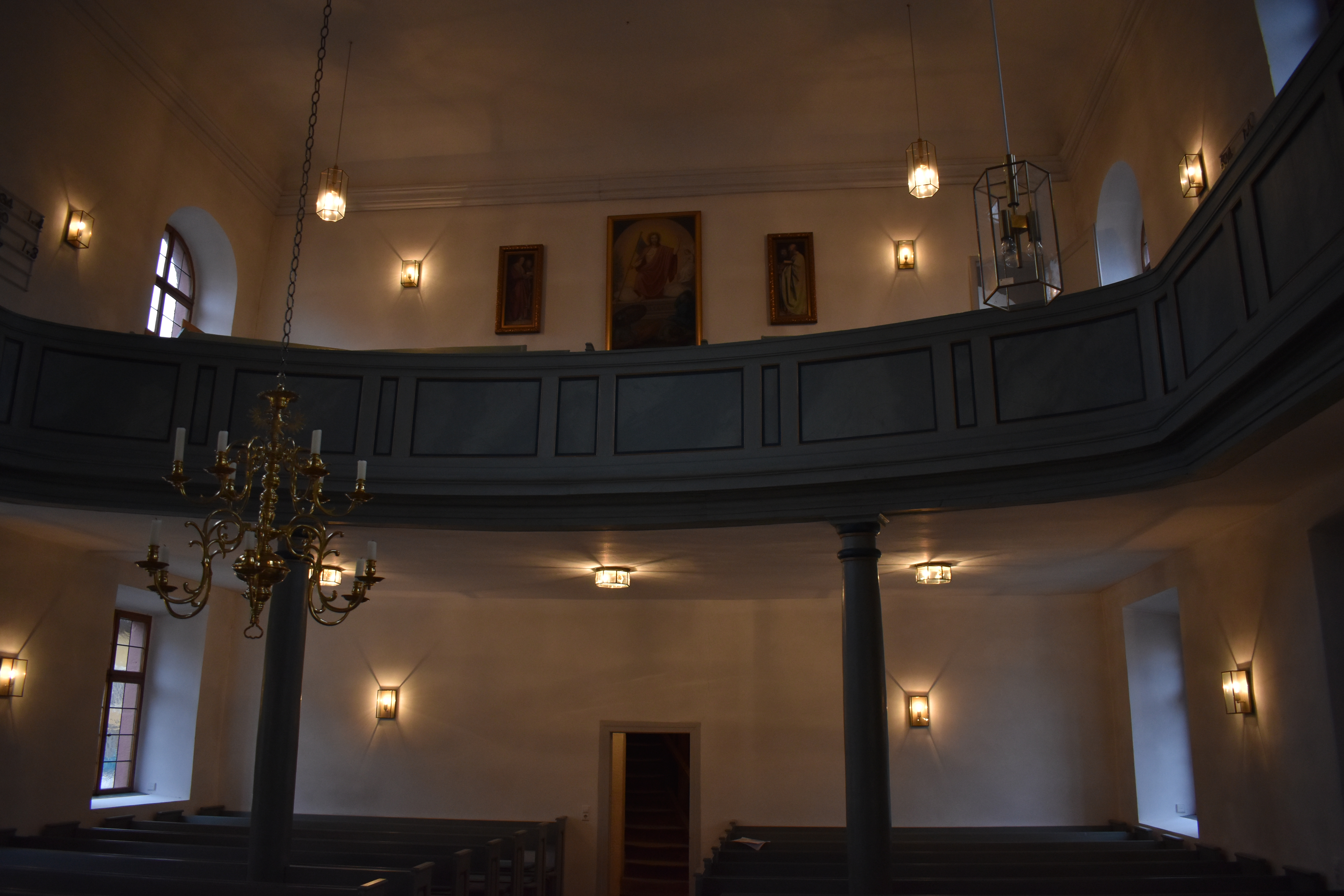
Bick zur Empore
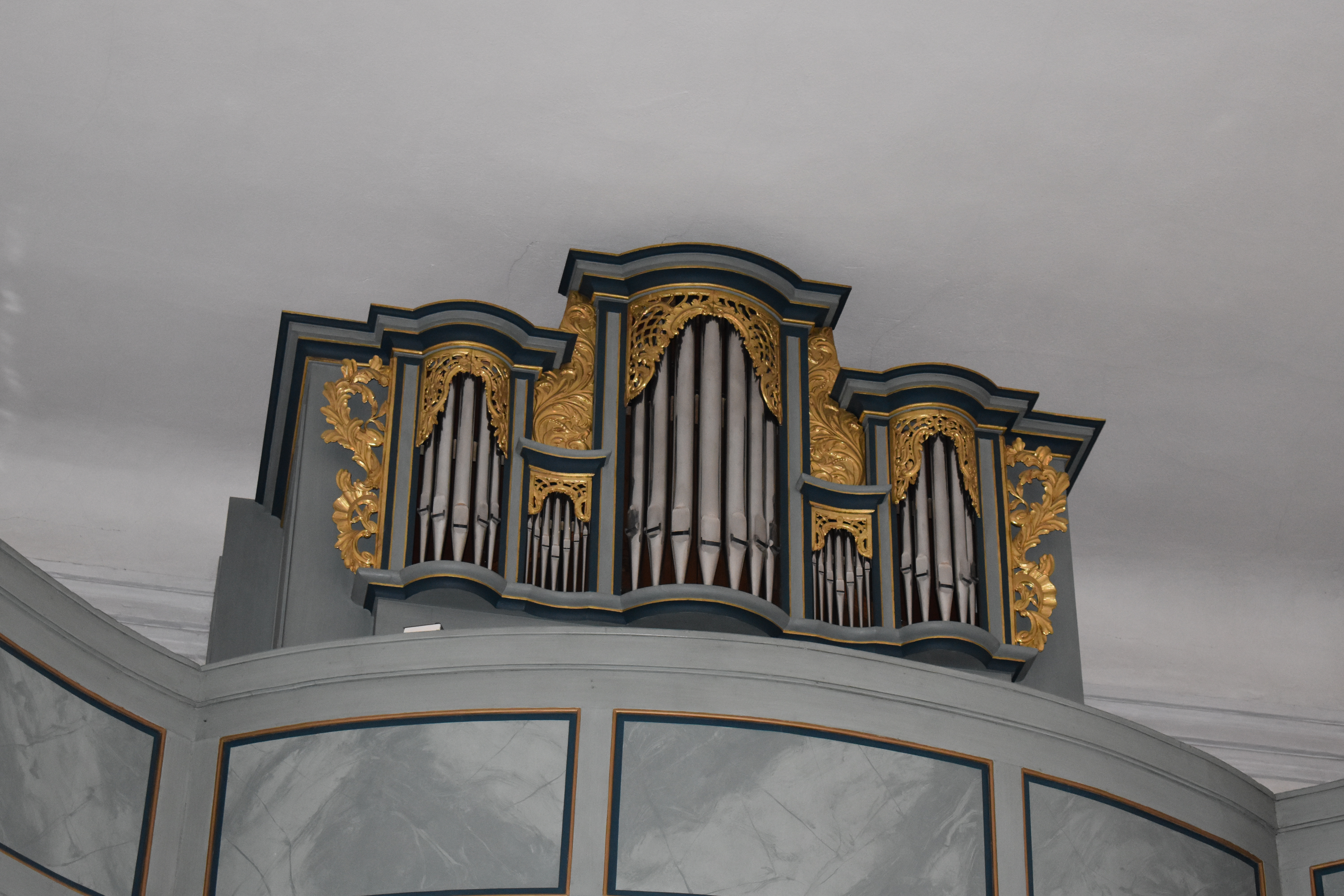
Orgel

### Geläut
Der schlanke Westturm beherbergt heute drei Glocken. Die kleinste und älteste unter ihnen wurde 1503 von Zotmann in Augsburg, höchstwahrscheinlich für diese Kirche, gegossen. Da die übrigen Glocken des historischen Geläutes in den beiden Weltkriegen verloren ging, wurden nach 1945 zwei neue beschafft. Die große Friedensglocke wurde neu gegossen, die mittlere Glocke kaufte man der Gemeinde Schopfloch 1948 ab.
| Name                    | Schlagton | Gewicht (kg) | Durchmesser (cm) | Gießerei                      | Gießjahr | Inschrift |
| ----------------------- | --------- | ------------ | ---------------- | ----------------------------- | -------- | --- |
| Friedensglocke          | a′ + 4    | 440          | 96               | Glockengießerei Bachert       | 1952     | IM KREUZ IST HEIL – ALLELUJA + KOMM SCHÖPFER – HEILIG HEILIG HEILIG + MACHT EUCH BEREIT – EHRE SEI GOTT |
| Kriegergedächtnisglocke | c″        | 225          | 74               | Glockengießerei Hamm-Hofweber | 1919     | VON DER GEMEINDE SCHOPFLOCH GESTIFTET ZUM GEDENKEN AN DEN WELTKRIEG UND AN DIE 70 SOEHNE UNSERER GEMEINDE, WELCHE DEN HELDENTOD FÜR DAS VATERLAND ERLITTEN HABEN \| NIEMAND HAT GROESSSERE LIEBE, DENN DIE, DASS ER SEIN LEBEN LAESST FUER SEINE FREUNDE. JOH. 15,13 |
| Evangelistenglocke      | d″ + 4    | 250          | 75               | Laux Zottmann                 | 1503     | + ANNO * DOMYNY * 1502 * LAVCVS * MARCVS * MATTEVS * YOHANNES * OSANNA * HOS * YCH * HANS * VND * LAVX * ZOTMAN * GOSMYCH + |

## Gemeinde
Zwischenzeitlich gehörte Untermichelbach zur Pfarrei Zu unserer lieben Frau Dorfkemmathen, wurde aber nach der Reformation wieder in die Urpfarrei Aufkirchen eingepfarrt. Erst 1803 wurden die beiden Dörfer Ober- und Untermichelbach eine eigene Pfarrei, wobei St. Michael in Obermichelbach die Pfarrkirche wurde. Heute bilden die beiden Dörfer, gemeinsam mit Dühren, Dorfkemmathen und Wittelshofen die Kirchengemeinde Guter Hirte.
Gottesdienste finden im wöchentlichen Wechsel innerhalb des Gemeindeverbundes statt.